# 一夜限りのアヤマチ
『一夜限りのアヤマチ』（いちやかぎりのアヤマチ）は、まぐろ珈琲（炙りサーモン丸）による日本の成人向け漫画。2020年発売。2話完結。

## あらすじ

### 一夜限りのアヤマチ
大学のサークル仲間と共に恋人同士の栗原隆也（くりはらたかや）と久松優里葉（ひさまつゆりは）はスキー旅行に出掛ける。そこには女好きの難波（なんば）という男もおり、隆也と付き合っている優里葉にも執拗に迫っていた。隆也はそんな様子を不快に思い、優里葉の方もしつこい難波を嫌っていた。
しかし、その夜。隆也はスキーで疲れて眠っていた間に難波が強引に優里葉を連れて2人で買い物に出かけたことを仲間から知らされる。外は大雪で遭難してもおかしくない荒れ模様だった。隆也は嫌な予感がしたが、愛する恋人・優里葉を捜索することすら許さない天候の下でただ無事を祈ることしかできなかった。
一方、その頃大雪で遭難した優里葉と難波は車を動かすことができず、山小屋に避難した。すべて難波の計画通りに。凍える優里葉を見た難波は、優里葉に近づき押し倒す。暖まるためには裸にならないと、と言いながら優里葉のコートを奪う。優里葉は難波に無理矢理襲われることを確信したが、提案を受け入れて何とかしようとする。優里葉と難波は下着姿になり密着して暖をとる。しかし、難波は何カップあんの？などとわざとらしく話しながら、優里葉の巨乳をブラジャーの上から揉み始める。直後、「乳首が見たいなあ、おっと手が滑った」と言ってブラジャーをずらしてぴんぴんに勃起した優里葉の乳首を露にする。そこからはタガが外れたように難波の怒涛の乳首攻めが始まる。優里葉は必死に抵抗するが、外は大雪でこの山小屋の他に逃げ場など無い。難波の手は下へ向かい、優里葉はパンツも下ろされて秘部が露になる。遂には乳首攻めと手マンで優里葉はイかされ潮まで吹いてしまう。空かさず難波は勃起したちんぽを恋人のいる優里葉の膣内に挿入する。優里葉は隆也と比べ物にならないサイズのちんぽで子宮口を突かれ喘ぎ声が止まらなかった。

### 一夜限りのアヤマチ2 ～終ワラナイアヤマチ～
スキー旅行から半年、特にこれといったこともなく優里葉は難波に襲われたことも忘れかけていた。ある夜の隆也とのセックスの事後、難波からスキー旅行の映像を見ないか、とラブホテルに呼び出される。翌日。優里葉は言われた通りの場所に向かい、難波にあのとき動画を撮っていたのかと問い詰める。しかし、見せられた動画は飲み会をしているだけの普通のものだった。優里葉はすぐに帰ろうとするが、難波は優里葉の胸を揉んで引き留める。そして、半年間、優里葉を放置していた真の目的を語る。それは優里葉が隆也では満足できないということをわからせるためだった。優里葉は隆也のセックスで満足していないことを言い当てられ、赤面しながら抵抗するが難波にディープキスをされながらベッドに押し倒される。服を脱がされながらディープキスは終わらない。そして、恋人を裏切ったあの夜を思い出していく。ブラジャーをずらされ、あの夜と同じ難波の執拗な乳首攻めが始まる。乳首が性感帯であるということはあの件でとっくにバレていた。何度も何度も乳首だけ攻められ、乳首の勃起が止まらない。遂に心の中で難波を欲してしまう。難波はそれに気が付き、優里葉にフェラチオを求める。優里葉は自分からちんぽにかぶりつく。難波は優里葉のパンツを脱がして同時にシックスナインを始める。そして、優里葉の口内に精子をぶちまけ、優里葉はその精子を飲み込む。もう優里葉はイキたくてイキたくてどうしようもなかった。そんな優里葉を見て難波は続きをしてほしいか？と問う。とうとう優里葉は誘惑に負け、自分のヴァギナにちんぽを挿れてちょうだい、と言ってしまう。隆也への罪悪感は難波のペニスによって上書きされていくのだった。

## 登場人物
久松 優里葉（ひさまつ ゆりは）
本編のヒロイン。大学生。隆也の恋人。隆也のことをとても大事に思っていた（思っている）。
栗原 隆也（くりはら たかや）
大学生。優里葉の恋人。優里葉のことをとても大事に思っている。
難波（なんば）
優里葉と隆也の大学の一学年上の先輩。恋人のいる女にも手を出す軽薄な男と言われているほどの女好き。

## 書籍情報
1. まぐろ珈琲（炙りサーモン丸）　『一夜限りのアヤマチ』　2020年1月11日発売
2. まぐろ珈琲（炙りサーモン丸）　『一夜限りのアヤマチ2 〜終ワラナイアヤマチ〜』　2020年6月6日発売